# 梅日里奇 (蘇梅州)
50°42′3″N 34°28′28″E / 50.70083°N 34.47444°E
梅日里奇（烏克蘭語：Межиріч）是位於烏克蘭東北部的村莊，由蘇梅州蘇梅區的萊貝丁市鎮負責管轄。該村處於普肖爾河右岸，分別距離達岑基夫卡3公里和米哈伊利夫卡1.5公里，始建於1642年，海拔高度124米，2001年人口1,794。